# Marks domsaga
Marks domsaga var en domsaga i Älvsborgs län, bildad den 1 januari 1920 (enligt beslut den 20 juni 1919) ur Marks, Vedens och Bollebygds häraders domsaga. Marks domsaga upphörde i samband med tingsrättsreformen i Sverige den 1 januari 1971 och verksamheten överfördes till Sjuhäradsbygdens tingsrätt.
Domsagan lydde under Hovrätten för Västra Sverige från 1948, Göta hovrätt dessförinnan. Kansliort var Skene.

## Tingslag
Domsagan hade ett tingslag: Marks tingslag. Tingsplats var Skene.

## Häradshövdingar
- 1920–1924 Wilhelm Norén
- 1924–1934 Axel Robert Gotthard Nyrén
- 1934–1953 Birger Axelsson Lundberg
- 1953–tidigast 1965 Nils Wilhelm Graneli[1]
- 1966–1970 Vakant; tillförordnad Gunnar Hellgren[2]